# Athlītikos Syllogos Olympiakos Volou 1937 2012-2013
Questa voce raccoglie le informazioni riguardanti l'Athlītikos Syllogos Olympiakos Volou 1937 nelle competizioni ufficiali della stagione 2012-2013.

## Rosa
| N. |                           | Ruolo | Calciatore             |
| -- | ------------------------- | ----- | ---------------------- |
| 1  | Grecia (bandiera)         | P     | Theodoros Gitkos       |
| 3  | Grecia (bandiera)         | D     | Dimitris Komnos        |
| 4  | Grecia (bandiera)         | D     | Spyros Gogolos         |
| 5  | Grecia (bandiera)         | D     | Athanasios Kōstoulas   |
| 6  | Grecia (bandiera)         | C     | Dimitris Tsiatsios     |
| 7  | Grecia (bandiera)         | A     | Ilias Solakis          |
| 8  | Grecia (bandiera)         | C     | Anastasios Pindonis    |
| 10 | Argentina (bandiera)      | A     | Diego Nadaya           |
| 11 | Grecia (bandiera)         | C     | Kostas Kapetanos       |
| 13 | Grecia (bandiera)         | D     | Evangelos Gotovos      |
| 14 | Grecia (bandiera)         | D     | Panagiōtīs Katsiaros   |
| 15 | Grecia (bandiera)         | A     | Vasilios Galanis       |
| 16 | Grecia (bandiera)         | C     | Nikolaos Kotzathanasis |
| 18 | Costa d'Avorio (bandiera) | A     | Ibrahima Bakayoko      |
| 19 | Grecia (bandiera)         | D     | Thanasis Paleologos    |
| 20 | Spagna (bandiera)         | A     | Antonio Salas Quinta   |

| N. |                         | Ruolo | Calciatore                |
| -- | ----------------------- | ----- | ------------------------- |
| 21 | Grecia (bandiera)       | C     | Efthimios Gousoulis       |
| 22 | Spagna (bandiera)       | P     | José Manuel Roca Cases    |
| 23 | Argentina (bandiera)    | C     | Matias Bolatti            |
| 24 | Grecia (bandiera)       | D     | Georgios Naoumidis        |
| 25 | Grecia (bandiera)       | C     | Angelos Kolimitras        |
| 26 | Grecia (bandiera)       | P     | Angelos Stavrakis         |
| 27 | Grecia (bandiera)       | D     | Stamatis Karras           |
| 31 | Grecia (bandiera)       | D     | Dimitris Petkakis         |
| 32 | Nigeria (bandiera)      | C     | Egutu Oliseh              |
| 33 | Slovacchia (bandiera)   | A     | Mário Breška              |
| 34 | Bulgaria (bandiera)     | C     | Petăr Stojanov            |
| 72 | Grecia (bandiera)       | D     | Evangelos Stournaras      |
| 77 | RD del Congo (bandiera) | A     | Yannick Yenga             |
| 80 | Grecia (bandiera)       | C     | Christos Chatzipantelidis |
| 99 | Nigeria (bandiera)      | A     | Patrick Ogunsoto          |